# شوفان بري
الشُّوفان البري أو الخَرْطال البري أو هُرْطُمَان نوع من الشوفان معروف بالإنجليزية الشوفان البري النحيل. لها بذور صالحة للأكل. وهو عشب ثنائي الصيغة الصبغية (2n = 4x = 28). ينبت في المراعي ويكثر في الأراضي البور. ترعاه الماشية.

الشوفات البري عشب شتوي حولي يبلغ طول سنيبلاته الخشنة من 2 إلى 3 سم ، دون احتساب السفا المنحنية التي تطول نحو 4 سم.

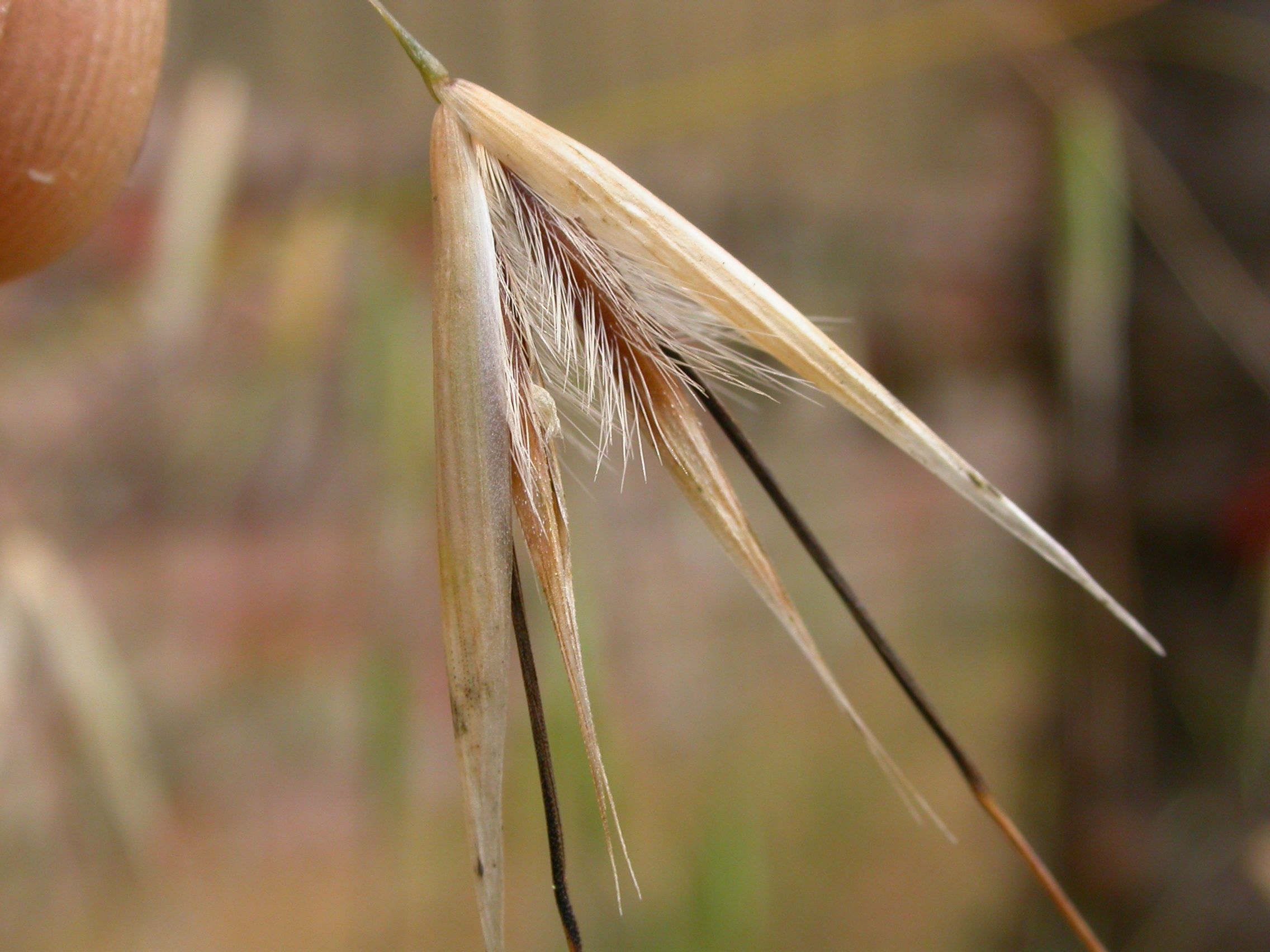
سنيبلة الشوفان البري